# Pool Sharks
Pool Sharks est un film américain réalisé par Edwin Middleton, sorti en 1915.

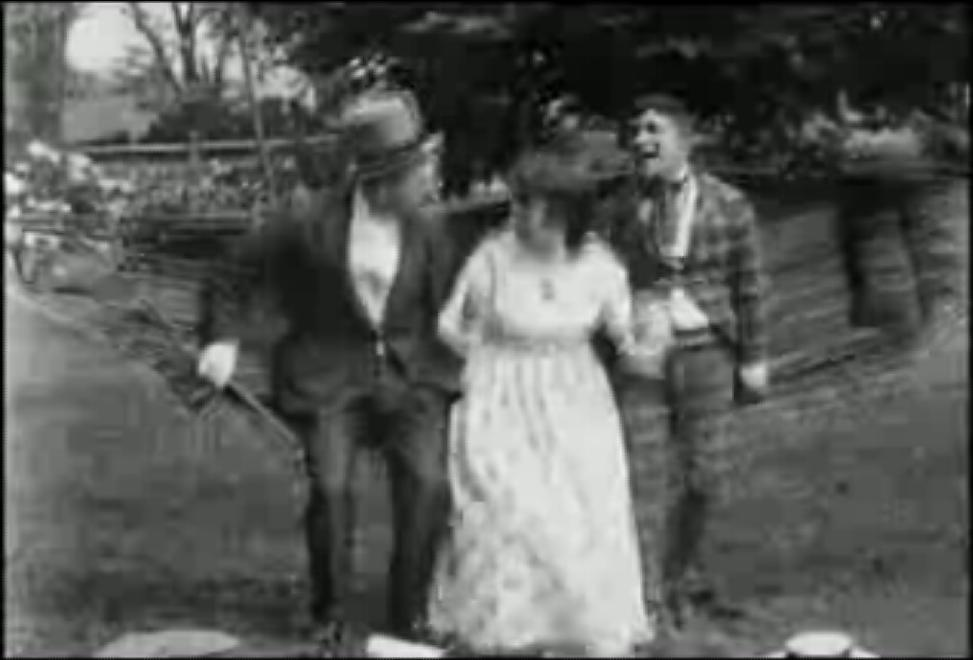
Image extraite du film Pool Sharks

C'est la première apparition au cinéma de W. C. Fields, à l'époque où il était en vedette aux Ziegfeld Follies. Il a participé à l'écriture du scénario.
Le film comporte une séquence d'animation image par image lors de la scène du billard.

## Synopsis
Une jeune femme est courtisée par deux hommes, qui décident de se départager par une partie de billard.

## Fiche technique
- Réalisation : Edwin Middleton
- Scénario : W. C. Fields
- Producteur : Franco Cristaldi
- Lieu de tournage : Flushing, New York[2]
- Durée : 9 minutes
- Date de sortie : 19 septembre 1915

## Distribution
- W. C. Fields
- Bud Ross
- Marian West